# James Edward Collin
James Edward Collin (* 16. März 1876 in  Kirtling bei Newmarket (Suffolk); † 16. Juni 1968) war ein britischer Entomologe, spezialisiert auf Zweiflügler (Diptera).
Hauptberuflich war er im Pferderenngeschäft (Gatwick Pferderennen). Er war der Neffe von George Henry Verrall und arbeitete mit diesem eng zusammen, unter anderem bei zahlreichen Erstbeschreibungen. Ihre Sammlung kam an die Universität Oxford (Hope Entomological Collections).
Wie sein Onkel, dessen Sammlung und Bibliothek er erbte, war er ein führender Spezialist für viele Dipteren, besonders der Familie Tanzfliegen (Empididae), deren Monographie er 1901 ankündigte, sie erschien erst 1961 (und hatte 782 Seiten). Darin beschrieb er 354 Arten aus Großbritannien, von denen er 239 mit Typmaterial verglich. Vor der gebundenen Ausgabe erschien das Werk in drei Teilen 1961.
1927/28 war er Präsident der Royal Entomological Society of London, deren Fellow er war.

## Schriften
- Empididae, British Flies, Band 6, Cambridge University Press 1961
- The British genera and species in the sub-family Oscinellinae (Diptera:Chloropidae), Transactions of the Royal Entomological Society of London, Band 97, 1946, S. 117–148